# قائمة ثدييات الشام الباقية والمنقرضة

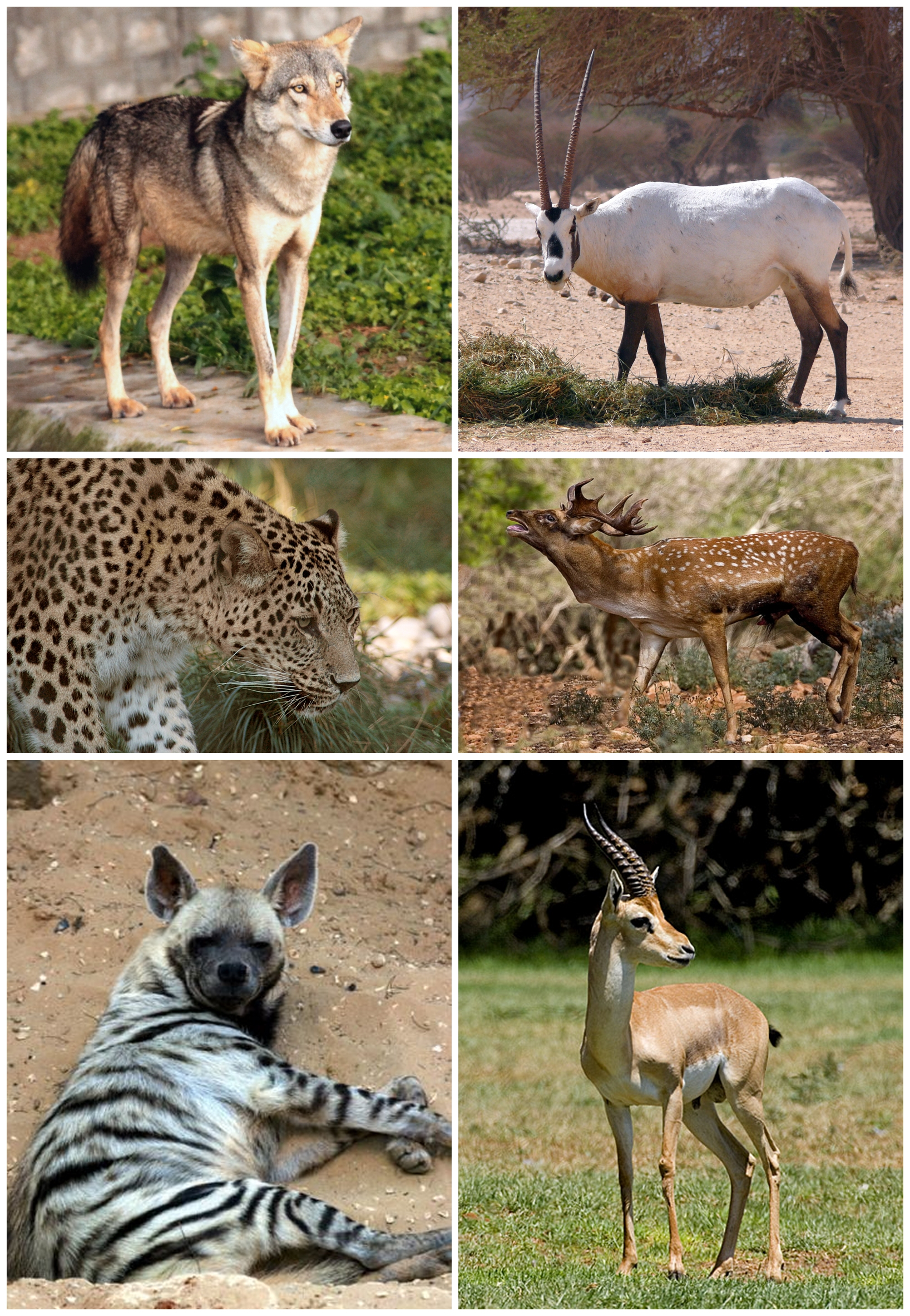
مجموعة صور لأبرز ثدييات بلاد الشام الباقية حتى الزمن الحالي. من اليسار إلى اليمين مع اتجاه عقارب الساعة: الذئب الرمادي (الإيراني)، المها العربيَّة، الأيل الأسمر الفارسي، الغزال الجبلي، الضبع المُخطط، النمر الفارسي.

تُعدُّ بلادُ الشَّام، أو سوريا الطبيعيَّة، إحدى أغنى أقاليم الوطن العربي خصوصًا والشرق الأوسط وحوض البحر المتوسَّط عمومًا، بأنوع الثدييات البريَّة الباقية والمُنقرضة على حدٍّ سواء. ويرجع غنى بلاد الشَّام بالثدييات إلى موقعها المُميَّز وسط قارَّات العالم القديم الثلاث: آسيا وأوروبَّا وأفريقيا، الأمر الذي جعل منها إقليمًا مُتنوّع النُظم المُناخيَّة يُمكنُ لطائفةٍ واسعة من الحيوانات المُختلفة أن تستغلَّها، ومعبرًا للأنواع المُهاجرة من الجنوب إلى الشمال، والعكس.
تضمُّ بلاد الشام حاليًّا أربع دول ذات حدودٍ مرسومة تُقسم إحداها إلى 3 كيانات سياسيَّة، وهذه الدول هي: سوريا، ولبنان، والأردن، وإسرائيل، والضفَّة الغربيَّة، وقطاع غزَّة (والثلاثة الأخيرة تُشكّلُ معًا فلسطين التاريخيَّة). يصلُ عدد أنواع الثدييات الباقية حاليًّا في سوريا إلى 71 نوعًا، وفي لبنان إلى 57 نوعًا، وفي الأردن إلى 70 نوعًا، وفي إسرائيل وفلسطين إلى 96 نوعًا، وهذه كُلَّها الأنواع البلديَّة الأصليَّة، وهُناك حوالي 6 أنواع دخيلة استُقدمت من أنحاء مُختلفة من العالم لأسبابٍ اقتصاديَّة بالمقام الأوَّل، كجاموس الماء والكيپ، وواحد كبديل عن نوعٍ مُنقرض (الأيل الأسمر الأوروبي)، وواحد عن طريق الخطأ (سنجاب النخيل الهندي)، وواحد لأسبابٍ أمنيَّة محض (العلند).
كانت بلادُ الشَّام موطن أنواعٍ أُخرى من الثدييَّات طيلة قرون، وقد انقرض مُعظمها محليًّا ولم يبقَ منهُ سوى في أوروبَّا وأفريقيا، وبعض هذه الأنواع انقرض بسبب الأنشطة البشريَّة الضارَّة بالبيئة مثل الصيد المُكثَّف واستصلاح الأحراج والغابات للزراعة، ومن هذه الأنواع: الأسد والدُب البُني وفأر الماء الأوروبي، ومن الأنواع الأخُرى ما اندثر لأسبابٍ طبيعيَّة قُبيل الفترة التي دوَّن فيها البشر تاريخهم، مثل: فرس النهر، وكركدن ميرك، وهُناك أنواعٌ أُخرى من غير المؤكَّد سبب انقراضها، مثل الفيل الآسيوي. كذلك فقد انقرض سُلالات أنواعٍ مُعيَّنة بينما بقيت سُلالات أُخرى، مثل النمر الذي اندثرت سُلالته الفارسيَّة / الأناضوليَّة من القسم الشمالي من الشام على الأرجح، فيما بقيت سُلالته العربيَّة مُنتشرة بأعدادٍ قليلة في القسم الجنوبي.

## التوزّع الجُغرافي لثدييَّات الشَّام
تتمتَّع بلاد الشام بطوابق مُناخيَّة وجيولوجيَّة مُتنوَّعة تُشبه الطوابق المُناخيَّة لأوروبَّا الجنوبيَّة وشمال أفريقيا وبرّ الأناضول، وقد سمح هذا التنوّع المُناخي والجيولوجي للشَّام، سمح لأنواعٍ كثيرة من الثدييَّات مُستوطنة العالم القديم أن تتخذها موطنًا وتتجاور بشكلٍ لا تعرفه الكثير من أنحاء العالم القديم. ومن مزايا الموقع الجُغرافي للشام التي تهمُّ الباحثين في جُغرافية الحيوان:
- في بلاد الشام مُنخفض عظيم مُستطيل الشكل حارُّ المُناخ، يمتد من خليج العقبة جنوبًا، عبر وادي عَرَبة، فالبحر الميت، فغور الأردن، فبُحيرة طبريَّا، فسهل ومُستنقعات الحولة. ومُناخ هذا المُنخفض وثدييَّاته كأنَّها امتداد لمُناخ وثدييَّات أفريقيا الشرقيَّة وشبه الجزيرة العربيَّة، فيُلاحظ فيها وجود النموس المصريَّة، ووبران الصخور، وغزلان دوركاس (العفري)، والمها العربيَّة، والأخدر (الحمار البرّي الآسيوي)، والوعول النوبيَّة، وعنوق الأرض، وفي القسم الشمالي الأكثر رطوبةً يُلاحظ وجود ثدييات شبيهة بثدييَّات شمال أفريقيا وأوروبا مثل فأر الماء (قديمًا)، وجاموس الماء، والخنزير البرّي، والقضَّاعة الأوراسيَّة، والتفه (سنّور الأدغال / المُستنقعات).[1] وكانت إحدى الأماكن التي سرحت فيها الأسود في غابر الأزمان.[2]
- في بلاد الشَّام جبالٌ شامخة يصل أقصاها (القرنة السوداء) إلى حوالي 3,000 متر ارتفاعًا، ومنها: جبال النُصيريَّة (جبال العلويين، جبال اللاذقيَّة)، وجبل القلمون، وجبل حَرَمون (الشيخ)، وجبل لبنان. ولهذه الجبال من حيثُ المُناخ والحيوان مزايا المنطقة الألبيَّة (نسبةً إلى جبال الألب في أوروبَّا)، وتعيش فيها ثدييَّات شبيهة بالثدييَّات المألوفة في الجبال الأوروبيَّة، مثل: الوعول النوبيَّة، والمعز البريَّة، وغزلان الجبال، والأراوي، والأيائل الحمراء (قديمًا)، والذئاب الرماديَّة الإيرانيَّة، والقطط البريَّة، والدببة البُنيَّة السوريَّة (قديمًا)، وسمّوريَّات مثل خز الزان، وابن عُرس الأصغر، وغيرها.[3]
- في بلاد الشَّام سهولٌ ومُروجٌ بطحاء بائرة، يمتدُّ بعضها حتّى العراق ونجد، ومنها: السهل الساحلي الفلسطيني، والسهل الساحلي اللُبناني، وسهل عكّار، وسهل البقاع، وسهل حوران، وسهل حمص، وسهول الجزيرة الفُراتيَّة، والبادية الشاميَّة نفسها. ومُعظم سهول لبنان وفلسطين التاريخيَّة تمَّ استصلاحها اليوم إمَّا للاستيطان البشري أو للزراعة، فاندثرت الثدييَّات التي كانت تقطنها إلَّا القليل القادر على التأقلم مع تغيّر الظروف البيئيَّة من حوله، أمَّا البادية فغير صالحة للاستثمار البشري، لذلك ما زالت تعيشُ فيها بعض أنواع الثدييَّات مثل: الذئاب الرماديَّة العربيَّة، والثعالب الحمراء العربيَّة، والغزلان الدُرقيَّة (الريم)، وغزلان دوركاس، والغزلان الجبليَّة، وكانت في السابق مرتعًا للفهود والوعول النوبيَّة والأراوي والأسود.[3] وفي هذه البطحاء عُثر على بقايا الفيلة السوريَّة.[4]

ومن الجدير بالذِكر أنَّ بعض الأنواع كانت مُتأقلمة مع العيش في كافَّة هذه المناطق دون استثناء، مثل النمور والذئاب والثعالب الحمراء والغزلان الجبليَّة.

## ثدييَّات الشّام حسب الرُتبة
| الرُتبة         | أعضاء الرُتبة                                                               | الأنواع | الأنواع المُهددة       |
| -------------- | -------------------------------------------------------------------------- | ------- | --------------------- |
| الوبريَّات       | الوبران                                                                    | 1       |                       |
| الخرطوميَّات     | الفيلة                                                                     | 1       | مُنقرضة في الشّام       |
| وتريَّات الأصابع | الكركدنات (وحيدات القرن)، والخيليَّات، والتابيرات                            | 3       | 2 مُهددة وواحدة مُنقرضة |
| الخيلانيَّات     | الأُطوم وخرفان البحر وأبقار البحر                                           | 1       | 1                     |
| القوارض        | الفأران والجرذان والشياهم والسناجب وأنسباؤها                               | 37      | 1                     |
| أرنبيَّات الشكل  | الأرانب والقوَّاعات وأنسباؤها                                                | 2       |                       |
| القنفذيَّات      | القنافذ                                                                    | 3       |                       |
| زبَّابيَّات الشكل  | الزُبَّابات                                                                   | 2       |                       |
| الخفَّاشيَّات      | الخفافيش (الوطاويط)                                                        | 27      |                       |
| الحيتانيَّات     | الحيتان والدلافين وخنازير البحر                                            | 5       | 1                     |
| اللواحم        | السنّوريَّات، والكلبيَّات، والدبيَّات، والضبعيَّات، والفقميَّات، والعُرسيَّات، والنمسيَّات | 23      | 2 مُهددة و4 مُنقرضة     |
| شفعيَّات الأصابع | الخنزيريَّات، والأيليَّات، والبقريَّات، والجمليَّات، والبرنيقيَّات، وأنسباؤها        | 18      | 7 مُهددة و6 مُنقرضة     |
| المجموع        | المجموع                                                                    | 123     | 14 مُهددة و12 مُنقرضة   |

## ثدييَّات الشّام البريَّة

### اللواحم (الضواري، آكلات اللحوم)
تتمثَّلُ اللواحم الشاميَّة البريَّة المُنقرضة والباقية بست فصائل، هي: العُرسيات أو السمَّوريَّات، والنمسيَّات، والضبعيَّات، والكلبيَّات، والسنوريَّات، والدُبيَّات، والأخيرة هي الفصيلة الوحيدة المُنقرضة في الشام، بينما عرفت الفصائل الأُخرى انقراض بعض أعضائها، واستمرار البقيَّة في أنأى المناطق الشاميَّة وأكثرها بُعدًا على المُستعمرات البشريَّة إجمالًا، على أنَّ بعضها تأقلم مع العيش إلى جانب البشر في القُرى والبلدات الريفيَّة خصوصًا.
يعيش في بلاد الشَّام حاليًّا 6 أنواع من العُرسيَّات، ونوعٌ واحد من كُلٍّ من النمسيَّات والضبعيَّات، و6 أنواع من الكلبيَّات، و5 أنواع من السنوريَّات. وقد فقدت فصيلة الضبعيَّات نوعًا آخرًا كان يعيش في الشَّام لأسبابٍ طبيعيَّة على الأرجح، كما فقدت فصيلة السنوريَّات 3 أنواع بسبب الصيد المُكثَّف، واندثرت فصيلة الدُبيَّات تمامًا بعد انقرض مُمثلها الوحيد خلال النصف الأوَّل من القرن العشرين. يُظهرُ الجدول أدناه كافَّة تلك الأنواع الباقية والمُنقرضة محليًّا أو عالميًّا، إلى جانب أسمائها العلميَّة وأسماء السُلالات الموجودة في البلاد الشاميَّة، بالإضافة لأماكن انتشارها إن كانت من الأنواع الباقية وحالة انحفاظها العالميَّة.
| الاسم الشائع                   | النوع/السُلالة                                                     | الاسم المحلّي                      | الفصيلة   | الوضع المحلّي | حالة الانحفاظ العالميَّة |
| ------------------------------ | ----------------------------------------------------------------- | --------------------------------- | --------- | --- | ---------------------- |
| ابن عُرس الأصغر                 | Mustela nivalis                                                   | ابن عُرس، السرعوب                  | العُرسيَّات  | مألوف في البراري والمناطق الزراعيَّة في بُلدان الشام الأربعة.                                                                         | 7 [ 7 ]                |
| ابن عُرس المُنتن المُعرَّق          | Vormela peregusna السوريَّة، V. p. syriaca                          | فأر الخيل، الظربان                | العُرسيَّات  | شائعة الوجود في المناطق الهضابية والجبلية بشكل خاص، وفي السهل الساحلي بفلسطين إلى حد أقل.                                          | 0 [ 9 ]                |
| خزّ الزَّان (خزّ الصخور)           | Martes foina السوريَّة،M. f. syriaca                                | الدلق                             | العُرسيَّات  | مألوف في الغابات المُتوسطيَّة على مقربة من القرى والبلدات والمزارع.                                                                   | 7 [ 11 ]               |
| غرير العسل                     | Mellivora capensis الهنديَّة، M. c. indica                          | الرَّاتل أبو كعب                    | العُرسيَّات  | تستوطن جنوب الشام من صحراء النقب حتى القدس وبعض المناطق المجاورة.                                                                  | 7 [ 12 ]               |
| الغرير الأوروبي/الأوراسي       | Meles meles القوقازيَّة، C. c. canascens                            | أبو غرير أبو كعب زبزب نبَّاش القبور | العُرسيَّات  | مألوف في المناطق المُتوسطيَّة من الشام.                                                                                               | 3 [ 13 ]               |
| القضَّاعة الأوروبيَّة              | Lutra lutra                                                       | كلب الماء ثعلب الماء              | العُرسيَّات  | مُنتشرة في كامل القنوات ومجاري المياه العذبة، وبخاصةً تلك التي لا تُعاني من التلوّث بقدرٍ كبير.                                         | 7 [ 14 ]               |
| الزريقاء المألوفة              | Genetta genetta الأرض المُقدَّسةG. g. terraesanctae                  | الزُّباد                            | الزباديات | مقصورة في وجودها على جنوب إسرائيل.                                                                                                 | 6 [ 16 ]               |
| النِّمس المصري                   | Herpestes ichneumon                                               | النمس السَّاحوب                     | النمسيَّات  | تفضل سكن الغابات والبطحاء وأراضي الأشجار القمئيَّة بالقرب من مصدر دائم للمياه.                                                       | 6 [ 18 ]               |
| الضَّبع المُخطط                   | Hyaena hyaena                                                     | الضَّبع                             | الضبعيَّات  | نادرة في أغلب أنحاء الشَّام بفعل صيدها وإبادتها من قِبل أهالي القُرى لمُعتقداتٍ محليَّة خُرافيَّة. محميَّة في إسرائيل فقط.                      | 0 [ 20 ]               |
| الضَّبع المُرقَّط                   | Crocuta crocuta                                                   | -                                 | الضبعيَّات  | كان يعيش في الشَّام حتّى حوالي 12,000 سنة تقريبًا، وانقرض لأسبابٍ طبيعيَّة على الأرجح.                                                    | 7 [ 21 ]               |
| الثعلب الأفغاني/ثعلب بلاندفورد | Vulpes cana                                                       | الثعلب                            | الكلبيَّات  | شائع الوجود في جنوب الشام، من جنوب إسرائيل وصولاً إلى الضفة الغربية، وفي الأردن.                                                    | 7 [ 23 ]               |
| ثعلب روپّل/ثعلب الرِّمال          | Vulpes rueppellii                                                 | الثعلب                            | الكلبيَّات  | شائع في صحاري إسرائيل والأردن والبادية السوريَّة.                                                                                    | 7 [ 24 ]               |
| الثعلب الأحمر/الثعلب المألوف   | Vulpes vulpes العربيَّة، V. v. arabica الفلسطينيَّة، V. v. palaestina | الثعلب أبو الحصين                 | الكلبيَّات  | العربيَّة شائعة في الصحاري، والفلسطينيَّة في المناطق المُتوسطيَّة، بما فيها القُرى والبلدات                                                | 7 [ 25 ]               |
| الفنك/ثعلب الصحراء             | Vulpes zerda                                                      | الفنك                             | الكلبيَّات  | موجود في جنوب إسرائيل والأردن والبادية السوريَّة.                                                                                    | 7 [ 27 ]               |
| ابن آوى الذهبي                 | Canis aureus السوريَّة، C. a. syriacus                              | الواوي                            | الكلبيَّات  | مُنتشرة في كافَّة أنحاء الشَّام، وتتهجَّن بانتظام مع الكلاب الشَّاردة.                                                                      | 7 [ 29 ]               |
| الذئب الرَّمادي                  | Canis lupus العربيَّة، C. l. arabs الإيرانيَّة/الهنديَّة C. l. pallipes | الديب                             | الكلبيَّات  | الأولى مُنتشرة في الصحاري الجنوبيَّة، والثانية في المناطق المُتوسطيَّة. تحظى بالحماية في إسرائيل فقط حيثُ يُقدَّر عددها بحوالي 150 ذئبًا.     | 7 [ 31 ]               |
| الدب البُني/الدب الأسمر         | Ursus arctos السوريَّة، U. a. syriacus                              | -                                 | الدُبيَّات   | كانت شائعةً في شمال فلسطين ولبنان والساحل السوري، ثمَّ انقرضت خلال النصف الأوَّل من القرن العشرين بفعل الصيد المُكثَّف غير المضبوط.        | [ 33 ]                 |
| الفهد                          | Acinonyx jubatus الآسيويَّة، A. j. venaticus                        | -                                 | السنوريَّات | كانت شائعةً في السهول والصحاري الشاميَّة وانقرضت بفعل الصيد المُكثَّف. قُتل آخرها خلال خمسينيَّات القرن العشرين.                            | [ 34 ]                 |
| عنَّاق الأرض                     | Caracal caracal الشميتزيَّة، C. c. schmitzi                         | أم ريشات الوشق                    | السنوريَّات | مُنتشرة في كافَّة أنحاء الشام، وبشكلٍ خاص في النقب ومنخفض البحر الميت.                                                                 | [ 37 ]                 |
| الوشق الأوراسي                 | Lynx lynx                                                         | -                                 | السنوريَّات | ذَكره أمين المعلوف في مُعجم الحيوان على أنَّهُ من ثدييَّات الشام، وكرر ذلك أحمد وصفي زكريَّا. انقرض في كافَّة البُلدان الشاميَّة.                | [ 39 ]                 |
| سنّور الأدغال/وشق المُستنقعات    | Felis chaus السَّلَّابة، F. c. furax                                  | التفة                             | السنوريَّات | تقطن شمال غرب الأردن، وسوريا على طول نهريّ دجلة والفُرات بالإضافة لغرب البلاد، ولبنان وشمال إسرائيل والضفة الغربية. نادرة ومُهددة.    | [ 41 ]                 |
| قط الرِّمال                      | Felis margarita الهاريسونيَّة، F. m. harrisoni                      | -                                 | السنوريَّات | تقطن جنوب الأردن والنقب ووادي عربة بشكلٍ أساسي. نادرة.                                                                              | [ 43 ]                 |
| القط البرّي                     | Felis silvestris النسطورڤيَّة،F. s. nesterovi                       | قط/بسين برّي                       | السنوريَّات | منتشرة في المناطق النائية وجميع الموائل.                                                                                           | [ 44 ]                 |
| النَّمر                          | Panthera pardus النمريَّة،P. p. nimr الشيشرونيَّة P. p tulliana       | -                                 | السنوريَّات | الأولى مقصورة على صحراء الخليل والنقب، قُدّرت بحوالي 20 نمرًا في سبعينيَّات القرن العشرين، والثانية يُزعم بقائها فقط في الجليل والجولان. | [ 48 ]                 |
| الأسد                          | Panthera leo الفارسيَّة/الآسيويَّةP. l. persica                       | -                                 | السنوريَّات | كانت شائعةً في جميع أنحاء الشام حتّى القرنين القرنين الثالث عشر والرابع عشر حسب الظاهر.                                              | [ 50 ]                 |

### شفعيَّات الأصابع (ذوات الأظلاف)
تتمثَّلُ شفعيَّات الأصابع الشاميَّة الباقية والمُنقرضة بخمس فصائل، هي: الخنزيريَّات، والأيليَّات، والبقريَّات، والجمليَّات، والبرنيقيَّات؛ والأخيرة مُنقرضة في الشَّام مُنذ آلاف السنين لأسبابٍ طبيعيَّة على الأرجح مُتعلِّقة بتغيير المُناخ، أمَّا الجمليَّات فمُمثلُها الوحيد مُستأنس منذُ قرون. بقي حاليًّا نوعٌ واحد من فصيلة الخنزيريَّات في بِلاد الشَّام، وقد اندثرت فصيلة الإيليَّات تمامًا بعد أن كانت مُمثلة بثلاثة أنواع في قديم الزَّمان، ثُمَّ أُعيد إدخال 2 من مُمثليها مُجددًا، وأُدخل نوعٌ آخر هو الأيل الأسمر الأوروبي ليحل مكان نسيبه الفارسي الذي لم يبق منه سوى أعداد قليلة في إيران وبضعة رؤوس في إسرائيل. أمَّا البقريَّات فيصل عدد مُمثيلها في الشَّام، ما بين مُنقرضة وباقية ودخيلة، إلى 14 نوعًا، منها 4 انقرضت تمامًا في الشَّام، وما تبقّى بعضه ما زال مُنتشرًا في البُلدان الشاميَّة الأربعة، وبعضه انقرض محليًّا، ونوعان دخيلان. يوضحُ الجدول التالي جميع تلك الأنواع.
| الاسم الشائع                                    | النوع/السُلالة                                                                           | الاسم المحلّي   | الفصيلة    | الوضع المحلّي | حالة الانحفاظ العالميَّة |
| ----------------------------------------------- | --------------------------------------------------------------------------------------- | -------------- | ---------- | --- | ---------------------- |
| الخنزير البرّي                                   | Sus scrofa الليبيَّة S. s. lybica                                                         | الخنزير البرّي  | الخنزيريَّات | أكثر شفعيات الأصابع انتشارًا في الشَّام، تتواجد تواجداً رئيساً في المناطق المُتوسطيَّة | 7 [ 52 ]               |
| الأيل الأحمر                                    | Cervus elaphus                                                                          | -              | الأيليَّات   | مُنقرض في كافَّة البُلدان الشاميَّة مُنذ آلاف السنين لأسبابٍ طبيعيَّة على الأرجح. | 7 [ 53 ]               |
| الأيل الأسمر الفارسي                            | Dama mesopotamica                                                                       | الأريل، آدم    | الأيليَّات   | انقرض في جميع أنحاء الشَّام، وأُعيد إدخاله إلى إسرائيل حيث يصل عددها اليوم إلى حوالي 650 رأس. | 7 [ 56 ]               |
| الأيل الأسمر الأوروبي                           | Dama dama                                                                               | الأريل، آدم    | الأيليَّات   | أُدخل كبديلٍ عن الفارسي إلى محميَّة غابات عجلون، وإلى السفوح الشرقيَّة لجبل الباروك في لُبنان. | 7 [ 58 ]               |
| اليحمور الأوروبي                                | Capreolus capreolus                                                                     | اليحمور        | الأيليَّات   | انقرض في جميع أنحاء الشَّام وأُعيد إدخاله إلى الكرمل، وإلى عجلون في الأردن. | 7 [ 61 ]               |
| جاموس الماء المُستأنس                            | Bubalus bubalis                                                                         | الجاموس        | البقريَّات   | أُدخلت إلى بلاد الشَّام عام 600م تقريبًا، وخلال القرن العشرين أُطلق سراح عددٌ منها عمدًا في بعض المُستنقعات المُهمَّة للحفاظ على سلامتها، ومنها: مُستنقع عمِّيق في لُبنان، وسبخات الحولة في شمال فلسطين/إسرائيل، وبُحيرة الأسد في سوريا. | مُستأنسة                |
| الأُرخَص                                          | Bos primigenius البدائيَّة B. p. primigenius                                              | -              | البقريَّات   | كان واسع الانتشار في جميع أنحاء الشَّام مُنذ آلاف السنين، وانقرض بسبب مزيجٍ من الصيد المُكثَّف والتدجين ولأسبابٍ أخرى طبيعيَّة. | 7 [ 63 ]               |
| العلند المألوف/البُقَّة المألوفة                   | Taurotragus oryx                                                                        | -              | البقريَّات   | أدخلتها السلطات العسكرية الإسرائيلية قصدًا إلى المناطق الحدودية مع لبنان بغرض تطهير المنطقة من النباتات العريشيّة والقمئية التي تعيق رؤية المراقبين وآلات التصوير الهادفة لضبط تحركات مقاتلي حزب الله والجيش اللبناني.     | 7 [ 65 ]               |
| المها العربيَّة                                   | Oryx leucoryx                                                                           | المها، الماريَّة | البقريَّات   | اندثرت من بلاد الشام خلال أواخر القرن التاسع عشر وأوائل القرن العشرين بفعل الصيد المُكثَّف، ثُمَّ أُعيد إدخالها إلى جنوب إسرائيل سنة 1978م، وإلى الأردن عام 2009م، وإلى محمية التليلة المسيجة في سوريا.                         | 7                      |
| مها أبو عدس                                     | Addax nasomaculatus                                                                     | -              | البقريَّات   | كانت تقطن صحاري الشَّام مُنذ آلاف السنين، واندثرت لأسبابٍ طبيعيَّة. أُعيد إدخالها إلى محميَّة حاي بار يوطڤاتا الصحراويَّة بجنوب إسرائيل، على أنَّهُ لم يُطلق سراح أي فرد منها في البريَّة بعد.                                            | 7 [ 69 ]               |
| غزال دوركاس/العِفري                              | Gazella dorcas السُلالة الدوركاسيَّة، G. d. dorcas                                         | العِفري         | البقريَّات   | شائع الوجود في صحاري جنوب إسرائيل، وبعضُها يُرى أحيانًا في السهول والهضاب المتوسطيَّة في فلسطين. | 7                      |
| الغزال الجبلي/الغزال الحقيقي/الآدمي             | Gazella gazella السُلالة الغزاليَّة، G. g. gazella السُلالة السنطيَّة، G. g. acaiae           | الآدمي         | البقريَّات   | الأولى شائعة في المناطق المتوسطيَّة، ويصل عدد الرؤوس منها إلى ما بين 5000 و6000 رأس في شمال إسرائيل وحدها، وأمَّا الثانية فتقطن وادي عربة.                                                                                   | 7 [ 72 ]               |
| الغزال الدُرَقي/الغزال الفارسي/ غزال الرمال/الريم | Gazella subgutturosa السُلالة الدُرقيَّة، G. s. subgutturosa السُلالة الخليجيَّة، G. s. marica | الريم          | البقريَّات   | الأولى موجودة في شمال سوريا بالجزيرة الفُراتيَّة وعلى طول الحدود التُركيَّة والموصليَّة، أمَّا الثانية فتوجد في البادية السوريَّة.                                                                                                   | 7                      |
| الضَّأن البربري/الأروية البربريَّة                  | Ammotragus lervia                                                                       | -              | البقريَّات   | كانت تقطن أطراف صحاري فلسطين الجنوبيَّة قديمًا واندثرت لأسبابٍ طبيعيَّة على الأرجح. | 7 [ 74 ]               |
| الماعز البرّي                                    | Capra aegagrus السُلالة الإيجيَّة، C. a. aegagrus                                          | معزاية بريَّة    | البقريَّات   | اندثرت في الشَّام جرَّاء الصيد المُكثَّف، وأُعيد إدخال السُلالة الكريتيَّة إلى محميَّة حاي بار يوطڤاتا الكرمليَّة في إسرائيل. | 7 [ 75 ]               |
| الوعل النوبي                                    | Capra nubiana                                                                           | وعل، تيس الجبل | البقريَّات   | اندثر في لبنان وسوريا جرَّاء الصيد المُكثَّف، وما زالت بضعة قطعان موجودة في الصحاري الفلسطينيَّة والأردنيَّة | 7 [ 76 ]               |
| الأروية المشرقيَّة/الأروية                        | Ovis orientalis                                                                         | الأروية        | البقريَّات   | اندثرت في لبنان وسوريا جرَّاء الصيد المُكثَّف، وأُعيد إدخالها إلى الكرمل وعجلون. | 7                      |
| الثّيتل/الهرتبيس                                 | Alcelaphus buselaphus السُلالة الثيتليَّة، A. b. buselaphus                                | -              | البقريَّات   | كانت تقطن القسم الجنوبي من الشَّام حتى العصر الحديدي، واندثرت لأسبابٍ طبيعيَّة. | 7 [ 78 ]               |
| الجمل العربي/الجمل وحيد السَّنام                  | Camelus dromedarius                                                                     | -              | الجمليَّات   | حيوانات مُستأنسة، تنتشر عند بدو النقب والبادية السوريَّة وسهل البقاع. بعض البدو يُطلقون سراح جمالهم التي تقدَّم بها العُمر في الصحراء، فتعيش حياةً بريَّة حتى نفوقها، وبعضها يُنجب خلال هذه الفترة.                                 | مستأنسة                |
| فرس النهر/البرنيق                               | Hippopotamus amphibius                                                                  | -              | البرنيقيَّات | كانت تعيش في مجاري المياه الشاميَّة مُنذ آلاف السنين، وقد اكتُشفت بقاياها في عدَّة مواقع على مقربة من الأنهار والبُحيرات. اندثرت لأسبابٍ طبيعيَّة على الأرجح.                                                                      | 7 [ 79 ]               |

### وتريَّات الأصابع (ذوات الحوافر) والخُرطوميَّات والوبريَّات
كانت بلادُ الشَّام في غابر الأزمان تُشكِّلُ موطنًا لنوعين من الخيليَّات على الأقل، ونوعٌ واحد من كُلٍّ من الكركدنيَّات، والفيلة، والوبران. وحدها الفصيلة الأخيرة استمرَّت تقطن جِبال وصحاري الشّام حتى القرن الحادي والعشرين، أمَّا الفصائل الثلاثة الباقية فاندثرت جميها ولم يبقَ لها أيُّ مُمثل حتّى مُنتصف العقد الأخير من القرن العشرين، عندما أعاد الإسرائيليّون إدخال الحمار البرّي الآسيوي (الأخدر) إلى منطقة وادي الرُّمّان (مَخنيش رامون) في صحراء النقب، وكانت الحُمر المُعادة نِتاج تهجين سُلالتين هي: السُلالة الكُولانيَّة (E. h. kulan، أو الكولان التُركماني) والسُلالة الأخدريَّة (E. h. onager، أو الأخدر الفارسي)، لتحُلَّ مكان السُلالة الحِميريَّة (E. h. hemippus، أو الحمار البرّي السوري) التي انقرضت كُليًّا. كذلك أُعيدت الحُمر البريَّة الإفريقيَّة إلى محميَّة حاي بار يوطڤاتا في النقب، وإلى مُنتزه رمات گان للسفاري، لكن لم يُطلق سراح أيُّ فردٍ منها بعد.
| الاسم الشائع                | النوع/السُلالة                                        | الاسم المحلي | الفصيلة    | الوضع المحلّي | حالة الانحفاظ العالميَّة |
| --------------------------- | ---------------------------------------------------- | ------------ | ---------- | --- | ---------------------- |
| الحمار البرّي الإفريقي       | Equus africanus السُلالة الصوماليَّة، E. a. somaliensis | -            | الخيليَّات   | كانت تقطن الصحاري الشاميَّة الجنوبيَّة في قديم الزَّمان واندثرت، ثُمَّ أُعيد إدخال السُلالة الصوماليَّة إلى محميَّة حاي بار يوطڤاتا في النقب، دون أن يُطلق سراحها.                                                                                | 7 [ 83 ]               |
| الأخدر/الحمار البرّي الآسيوي | Equus hemionus هجائن كولانيَّة وفارسيَّة                 | -            | الخيليَّات   | ; كانت السُلالة السوريَّة شائعة في صحاري وسهول الشَّام حتى قُتل آخرها سنة 1927م. أُعيد هجائن بين السُلالتين الكولانيَّة والأخدريَّة إلى النقب في أواسط القرن العشرين.                                                                         | 7 [ 85 ]               |
| كركدن ميرك                  | Stephanorhinus kirchbergensis                        | -            | الكركدنيَّات | كانت تعيش في الغابات المُتوسطيَّة في الساحل الشَّامي، وانقرضت مُنذ آلاف السنين لأسبابٍ طبيعيَّة. وُجدت بقاياها في كهف موقع نهر الكلب في لُبنان، وأشارت بعض المصادر التاريخيَّة أنَّ فراعنة مصر كانوا يصطادونها في لُبنان بين سنتيّ 1580 و1100 ق.م. | 1                      |
| الفيل الآسيوي               | Elephas maximus السُلالة الآشوريَّة، E. m. asurus       | -            | الفيليَّات   | كانت تنتشرُ في البطحاء والسهول والغابات الشاميَّة حتى عام 100 ق.م. تُشيرُ بعض المصادر التاريخيَّة أنَّ فراعنة مصر اصطادوها في لُبنان. | 5 [ 88 ]               |
| الفيل مُستقيم الأنياب        | Palaeoloxodon antiquus                               | -            | الفيليَّات   | يُحتمل أن يكون موطنه الكامل قد شمل أنحاءً واسعة من بلاد الشَّام قبل أن ينقرض قبل 50,000 سنة تقريبًا | 5                      |
| الوبر الصخري                | Procavia capensis السُلالة السوريَّة، P. c. syriaca     | الطبسون      | الوبريَّات   | شائعة في جميع الجبال والمُرتفعات الشاميَّة سواء المُتوسطيَّة أم الصحراويَّة | 5 [ 89 ]               |

### أرنبيَّات الشكل والقوارض
يعيش في بلاد الشَّام نوعان من الأرنبيَّات، وتتمثَّل طائفة القوارض بثمان فصائل، هي: شياهم العالم القديم، والسنجابيَّات، والزغبيَّات، واليُربوعيَّات، والخلدان العمياء، والقدَّاديَّات، والفأريَّات، والقندسيَّات الفأريَّة. أغلب القوارض الشاميَّة بلديَّة، وهُناك قسمٌ صغير أُدخل إلى إحدى الدول الشاميَّة على الأقل عن طريق الخطأ، منها نوعٌ واحد أُدخل خطأً مُنذ آلاف السنين حيثُ تأصَّل وأصبح من الحيوانات البلديَّة.
| الاسم الشائع                                  | النوع/السُلالة                                                 | الاسم المحلّي                  | الفصيلة       | الوضع المحلّي | حالة الانحفاظ العالميَّة |
| --------------------------------------------- | ------------------------------------------------------------- | ----------------------------- | ------------- | --- | ---------------------- |
| القُوَاع الصحراويّ/قُوَاع رأس الرّجاء الصالح        | Lepus capensis المصريَّة L. c. aegyptius السوريَّة L. c. syriacus | أرنب برّي                      | أرنبيَّات الشكل | مألوفة. تنتشر عبر كامل الشَّام وجميع الموائل الطبيعية. | 7 [ 90 ]               |
| القُوَاع البُني الأوروبي                         | Lepus europaeus السُلالة السوريَّة L. e. syriacus                | أرنب برّي                      | أرنبيَّات الشكل | مألوفة. تنتشر عبر كامل الشَّام وجميع الموائل الطبيعية. | 7 [ 91 ]               |
| الشيهم الهندي المُتوَّج                          | Hystrix indica                                                | النيص، الدُلدُل                 | القوارض       | ينتشر في كافة أنحاء القطر الشامي، لكنه نادرًا ما يظهر للعيان بسبب نشاطه ليلاً في أغلب الأحيان، وفي العادة فإن دليل وجوده في منطقة ما لا يتعدى بضعة أشواك متساقطة ومتناثرة.               | 7 [ 93 ]               |
| السنجاب القوقازي/السنجاب الفارسي              | Sciurus anomalus                                              | السنجاب، القرقدان، "الأرأدان" | القوارض       | أغزر أعداده موجودة في غابات الساحل السوري وغابات سلسلة جبال لبنان الغربية وشمال فلسطين، وهي حيوانات نهارية النشاط أظهرت الدراسات أنها تُفضل سكن غابات السنديان والأرز في الشام.         | 7 [ 95 ]               |
| سنجاب النخيل الهندي/سنجاب النخيل ثُلاثي الخطوط | Funambulus palmarum                                           | -                             | القوارض       | أُدخل إلى إسرائيل عبر تجارة الحيوانات المنزليَّة، وهربت منه عدَّة أفراد إلى البريَّة. | 7 [ 97 ]               |
| سنجاب الأرض الأناضولي                         | Spermophilus xanthoprymnus                                    | سنجاب الأرض                   | القوارض       | يعيش في السهوب الشاميّة والمناطق شبه الصحراوية، بالإضافة للسهول والمروج الجبلية التي يتراوح ارتفاعها بين 800 و2,900 متر.                                                                | 7 [ 99 ]               |
| زغبة الغابات                                  | Dryomys nitedula                                              | الزغبة                        | القوارض       | قاطنة الغابات المتوسِّطيَّة. | 7 [ 100 ]              |
| زغبة الحدائق الآسيويَّة                         | Eliomys melanurus                                             | الزغبة                        | القوارض       | قاطنة الغابات المتوسِّطيَّة. | 5                      |
| اليُربوع المصري الأكبر                         | Jaculus orientalis                                            | الجربوع                       | القوارض       | يقطن الصحاري الشاميَّة الجنوبيَّة | 5                      |
| اليُربوع الفُراتي                               | Allactaga euphratica                                          | الجربوع                       | القوارض       | ينتشر في الأراضي العشبيَّة الجافَّة والصحاري. | 7 [ 102 ]              |
| الخلد الفلسطيني                               | Spalax ehrenbergi                                             | الخلد، أبو عمَّاية              | القوارض       | شائعة في أراضي الأشجار القمئية المتوسطية بصورة رئيسية، ويتهددها فقدان الموطن. | 7                      |
| القدَّاد الرمادي القزم                          | Cricetulus migratorius                                        | الهمستر، أبو جراب             | القوارض       | مقصور على السهوب والمناطق الصخريَّة. | 7                      |
| القدَّاد التُركي                                 | Mesocricetus brandti                                          | الهمستر، أبو جراب             | القوارض       | شائع في مُختلف الموائل الطبيعيَّة، من السهوب والمروج إلى الصحاري والجبال. | 7 [ 106 ]              |
| القدَّاد الذهبي/القدَّاد السوري                   | Mesocricetus auratus                                          | الهمستر، أبو جراب             | القوارض       | نادر الوجود، مقصور على شمال سوريا. | 7                      |
| عكبر الماء، فأر الماء                         | Arvicola amphibius                                            | جردون المَي                    | القوارض       | مقصور على بضعة جيوب مائيَّة مُتناثرة لم يطلها التلوّث بعد. | 7 [ 108 ]              |
| عكبر الثلج الأوروبي                           | Chionomys nivalis                                             | عكبر التلج                    | القوارض       | مقصور على المناطق الجبليَّة الصخريَّة. | 7 [ 110 ]              |
| عكبر گونثر، عكبر المشرق                       | Microtus guentheri                                            | عكبر، فار الحقل (الحأل)       | القوارض       | مقصور على الأراضي العُشبيَّة والزراعيَّة والمُروج الجبليَّة. | 6 [ 111 ]              |
| العكبر الفارسي                                | Microtus irani                                                | -                             | القوارض       | المعلومات غير كافية حول هذا النوع، ويُعتقد بانتشاره في الشَّام. | 7 [ 112 ]              |
| الفأر الشوكي المصري                           | Acomys cahirinus                                              | فار الشوك                     | القوارض       | شائع في الموائل الصخريَّة الجافَّة مُتناثرة النباتات وعلى مقربة من الموائل البشريَّة وفي واحات النخيل الصحراويَّة.                                                                              | 7 [ 114 ]              |
| الفأر الشوكي الذهبي                           | Acomys russatus                                               | فار الشوك                     | القوارض       | مقصور على الصحاري في إسرائيل والأردن. | 7 [ 115 ]              |
| عضل أندرسون                                   | Gerbillus andersoni                                           | -                             | القوارض       | - | 7 [ 116 ]              |
| عضل وكنر                                      | Dipodillus dasyurus                                           | -                             | القوارض       | - | 7                      |
| العضل الأصغر                                  | Gerbillus andersoni                                           | -                             | القوارض       | - | 7                      |
| العضل القزم                                   | Gerbillus henleyi                                             | -                             | القوارض       | - | 7                      |
| العضل البلوشي                                 | Gerbillus nanus                                               | -                             | القوارض       | - | 7                      |
| الجُرذ الغليظ/جُرذ سونديڤال                     | Meriones crassus                                              | -                             | القوارض       | - | 7                      |
| جُرذ بوكستون                                   | Meriones sacramenti                                           | -                             | القوارض       | - | 7                      |
| جُرذ ترسترام                                   | Meriones tristrami                                            | -                             | القوارض       | أحد أكثر القوارض انتشارًا في الصحاري والمناطق شبه الصحراويَّة الشاميَّة وفي بعض المناطق الجبليَّة. أظهرت الاكتشافات الأُحفوريَّة أنَّ هذه الجُرذان عاشت في جنوب الشَّام مُنذُ حوالي 160,000 سنة تقريبًا. | 7 [ 118 ]              |
| جُرذ الرِّمال/جُرذ الرِّمال الشحمي                  | Psammomys obesus                                              | -                             | القوارض       | مقصور على الصحاري الرمليَّة في جنوب الشَّام. | 7 [ 119 ]              |
| الجُرذ كث الذيل                                | Sekeetamys calurus                                            | -                             | القوارض       | - | 7                      |
| فأر الحِراج أصفر العنق                         | Apodemus flavicollis                                          | -                             | القوارض       | واسع الانتشار في المناطق الجبليَّة والغابات المُعتدلة. | 7 [ 120 ]              |
| فأر الحِراج السُهوبي                            | Apodemus witherbyi                                            | -                             | القوارض       | - | 7                      |
| فأر الحِراج عريض الأسنان                       | Apodemus mystacinus                                           | -                             | القوارض       | - | 7                      |
| الفأر المقدوني                                | Mus macedonicus                                               | -                             | القوارض       | - | 7                      |
| فأر المنازل                                   | Mus musculus                                                  | فارة البيوت                   | القوارض       | إحدى أوسع القوارض انتشارًا في الشَّام نظرًا لِقُدرتها على استغلال كافَّة الموائل الطبيعيَّة بما فيها تلك بشريَّة الصُنع                                                                             | 7 [ 121 ]              |
| الجُرذ الأسود                                  | Rattus rattus                                                 | جردون أسود جردون البيوت       | القوارض       | إحدى أوسع القوارض انتشارًا في الشَّام نظرًا لِقُدرتها على استغلال كافَّة الموائل الطبيعيَّة بما فيها تلك بشريَّة الصُنع                                                                             | 7 [ 122 ]              |
| الجُرذ البُني                                   | Rattus norvegicus                                             | جردون بني                     | القوارض       | إحدى أوسع القوارض انتشارًا في الشَّام نظرًا لِقُدرتها على استغلال كافَّة الموائل الطبيعيَّة بما فيها تلك بشريَّة الصُنع. أُدخل إلى الشَّام من الشرق الأقصى مُنذُ آلاف السنين عن طريق الخطأ               | 7 [ 123 ]              |
| الركين الهندي قصير الذيل                      | Nesokia indica                                                | -                             | القوارض       | مألوف في المناطق الرطبة والزراعيَّة حيثُ يُعيثُ فسادًا وخرابًا في الحُقول بسبب عاداته في التغذي على الجُذور والبصلات                                                                            | 7                      |
| الكيپُ                                         | Myocastor coypus                                              | -                             | القوارض       | نوعٌ دخيلٌ على الشَّام. موطنه الأصلي أمريكا الجنوبيَّة. أُدخل إلى إسرائيل بغرض تطوير تجارة الفراء، وهربت عدَّة أفراد منه إلى البريَّة وعاشت وحشيَّةً في السبخات والمُستنقعات الشماليَّة                 | 7 [ 125 ]              |

### الحاشرات البريَّة
يُقصد بالحاشرات البريَّة الثدييَّات آكلة الحشرات من غير الخفافيش، ومنها 6 أنواع في الشَّام: 3 منها قنافذ و3 أُخرى زُبَّابات
| الاسم الشائع                  | النوع/السُلالة           | الاسم المحلي | الفصيلة   | الوضع المحلّي | حالة الانحفاظ العالميَّة |
| ----------------------------- | ----------------------- | ------------ | --------- | --- | ---------------------- |
| القُنفذ الجنوبي أبيض الصدر     | Erinaceus concolor      | كبَّابة الشوك  | القُنفذيَّات | شائع في الغابات والسُهول المُتوسطيَّة | 7 [ 126 ]              |
| القُنفذ الحبشيّ/القُنفذ الصحراويّ | Paraechinus aethiopicus | -            | القُنفذيَّات | شائعة الوُجود في الصحاري الجنوبيَّة الشَّاميَّة. | 7                      |
| القُنفذ الآذن                  | Hemiechinus auritus     | -            | القُنفذيَّات | أكثر شُيوعًا في المناطق المُعتدلة والمائلة إلى البُرودة، كالجبال                                                                                        | 7 [ 127 ]              |
| الزبابة ثُنائية اللون          | Crocidura leucodon      | -            | الزبابيَّات | شائعة الوُجود في المناطق الجبليَّة | 5 [ 128 ]              |
| الزبابة بيضاء الأسنان الصُغرى  | Crocidura suaveolens    | -            | الزبابيَّات | - | 5 [ 129 ]              |
| الزبابة القزمة الأتروسكانيَّة   | Suncus etruscus         | -            | الزبابيَّات | شائعة في الموائل الطبيعيَّة الرطبة كثيفة الغطاء النباتي، وأكثر ما تُفضله هو المناطق حيثُ تتلاقى أراضي الأشجار القمئيَّة والأراضي العُشبيَّة بالغابات النفضيَّة | 5 [ 131 ]              |

### الخفافيش (الوطاويط)
رتبة الخفاشيّات في الشام هي أكثر رتب الثدييات تنوعًا على الإطلاق، ومنها أنواع كثيرة تنتمي إلى أجناس عديدة. أكبر خفافيش الشام هو خفّاش الثمار المصري، ويمكن تمييزها بسهولة عن الخفافيش الحاشرة عن طريق شكل وجهها طويل الخطم الشبيه بوجه الكلب المستأنس. من الخفافيش الشاميّة الأخرى الأكثر شيوعًا: الپيپسترل المألوف، وخفاش الحدوة الأصغر، وخفاش الحدوة الأكبر، والخفاش الآذن الرمادي.
| الاسم الشائع               | النوع/السُلالة             | الاسم المحلي  | الفصيلة               | الوضع المحلي | حالة الانحفاظ العالميَّة |
| -------------------------- | ------------------------- | ------------- | --------------------- | --- | ---------------------- |
| خفَّاش الثمار المصري         | Rousettus aegyptiacus     | وطواط الفواكه | الخفافيش الثامرة      | أكبر خفافيش الشَّام بلا مُنازع | 7 [ 132 ]              |
| الخفَّاش فأري الأذنين الأصغر | Myotis blythii            | -             | الخفافيش المسائيَّة     | من الخفافيش الشَّائعة. أكثرُ شُيوعًا في المناطق البريَّة من تلك الحضريَّة. بعضُ الجمهرات تتهددها عادة إنارة الكُهوف من قِبل الرُعاة لإيواء الماشية | 6                      |
| الخُفَّاش طويل الإصبع         | Myotis capaccinii         | -             | الخفافيش المسائيَّة     | أكثرُ شُيوعًا في المناطق الجبليَّة ذات الصُخور الكلسيَّة وبعض الغطاء الشجري، على مقربة من مصدرٍ دائم للمياه المُتدفقة                           | 7                      |
| خُفَّاش جوفروا                | Myotis emarginatus        | -             | الخفافيش المسائيَّة     | - | 7                      |
| الخُفَّاش فأري الأُذنين الأكبر | Myotis myotis             | -             | الخفافيش المسائيَّة     | شائع الوُجود في مُختلف الموائل، بما فيها الطبيعيَّة وبشريَّة الصُنع كالمباني المهجورة                                                        | 7                      |
| خُفَّاش نارتر                 | Myotis nattereri          | -             | الخفافيش المسائيَّة     | شائع في مُختلف الموائل من المناطق الواقعة على مُستوى سطح البحر وحتَّى ارتفاع 2,000 متر تقريبًا                                             | 7                      |
| خفَّاش سروتين                | Eptesicus serotinus       | -             | الخفافيش المسائيَّة     | أكثر شُيوعًا في الأحراج، ويُمكنُ العُثور على بعض الأسراب جاثمةً في المباني المهجورة                                                         | <div                   |
| الپيپسترل الصحراوي         | Hypsugo ariel             | -             | الخفافيش المسائيَّة     | مقصور على الصحاري الجنوبيَّة في فلسطين والأردن                                                                                          | المعلومات ناقصة        |
| پيپسترل ساڤي               | Hypsugo savii             | -             | الخفافيش المسائيَّة     | أكثرُ شُيوعًا في المناطق الجبليَّة حتَّى ارتفاع 2,500 متر تقريبًا حيثُ تكثُر الشُجيرات والآجام والصُخور والأطلال                                  | 4 [ 137 ]              |
| الخُفَّاش المسائي المألوف     | Nyctalus noctula          | وطواط المسا   | الخفافيش المسائيَّة     | أحد أكثر الأنواع شُيوعًا | 7 [ 138 ]              |
| پيپسترل كول                | Pipistrellus kuhlii       | -             | الخفافيش المسائيَّة     | مألوف في أراضي الأشجار القمئيَّة والسُهول المُعتدلة وبعض المناطق الحضريَّة                                                                  | 4                      |
| الپيپسترل المألوف          | Pipistrellus pipistrellus | وطواط عادي    | الخفافيش المسائيَّة     | - | 7 [ 139 ]              |
| پيپسترل روپل               | Pipistrellus rueppellii   | -             | الخفافيش المسائيَّة     | ينتشرُ في السڤناء وأراضي الأشجار القمئيَّة والصحاري الجافَّة                                                                               | 7                      |
| الخُفَّاش الآذن الرمادي       | Plecotus austriacus       | -             | الخفافيش المسائيَّة     | أحد أكبر أنواع الخفافيش المسائيَّة في الشَّام                                                                                             | 7                      |
| خُفَّاش شريبر طويل الإصبع     | Miniopterus schreibersii  | -             | الخفافيش المسائيَّة     | - | 5                      |
| الخُفَّاش فأري الذيل الأصغر   | Rhinopoma hardwickii      | وطواط أبو دنب | الخفافيش مُكتلَّة الأنف  | أكثر شُيوعًا في وديان وواحات الصحاري الجنوبيَّة.                                                                                          | 7 [ 141 ]              |
| الخُفَّاش الأوروپي طليق الذيل | Tadarida teniotis         | وطواط أبو دنب | الخفافيش طليقة الذيل  | - | [ 142 ]                |
| خُفَّاش القُبور عاري الكفل     | Taphozous nudiventris     | -             | الخفافيش كيسيَّة الجناح | - | غير مُهدد               |
| الخُفَّاش المصري مشقوق الوجه  | Nycteris thebaica         | -             | الخفافيش مشقوقة الوجه | شائع في جميع الموائل الطبيعيَّة تقريبًا                                                                                                  | غير مُهدد               |
| الخُفَّاش النضوي لِباسيل       | Rhinolophus blasii        | -             | الخفافيش خصليَّة الخطم  | أكثر شيوعًا في المناطق الجبليَّة الكلسيَّة ذات الأشجار القمئيَّة                                                                             | 7                      |
| الخُفَّاش النضوي لِجفري        | Rhinolophus clivosus      | -             | الخفافيش خصليَّة الخطم  | شائع في مُختلف الموائل الطبيعيَّة تقريبًا                                                                                                 | 7                      |
| الخُفَّاش النضوي المُتوسطي     | Rhinolophus euryale       | -             | الخفافيش خصليَّة الخطم  | أكثر شُيوعًا في سُفوح الجبال الكلسيَّة ذات الكُهوف، وفي الأحراج                                                                             | 7                      |
| الخُفَّاش النضوي الأكبر       | Rhinolophus ferrumequinum | -             | الخفافيش خصليَّة الخطم  | شائعة في أراضي الأشجار القمئيَّة وفي الأحراج                                                                                            | 7 [ 143 ]              |
| الخُفَّاش النضوي الأصغر       | Rhinolophus hipposideros  | -             | الخفافيش خصليَّة الخطم  | من الخفافيش النادرة في الشَّام | 7 [ 144 ]              |
| الخُفَّاش النضوي لِمهلائي      | Rhinolophus mehelyi       | -             | الخفافيش خصليَّة الخطم  | أكثر شيوعًا في المناطق الجبليَّة الكلسيَّة                                                                                                 | 7                      |
| الخُفَّاش مُثلث الخطم الورقي   | Asellia tridens           | -             | الخفافيش ورقيَّة الخطم  | شائع في الموائل الجافَّة | 7                      |

### الثدييات البحريَّة
يأوي بحر الروم، وهو الفرع الشامي من البحر المتوسط، يأوي نوعًا واحدًا من الفُقميَّات وقرابة 18 نوعًا من الحيتانيات، يكاد يؤكد وجود 6 أنواع منها بصورة دائمة، هي: الدلفين قنيني الخطم، والدلفين المخطط، ودلفين رِسو، والدلفين المألوف، والدلفين ضيّق الخطم، وحوت كوڤييه المنقاري. يُعتبر النوع الأول أكثر الحيتانيات شيوعًا في مياه الشام، ومما يؤكد ذلك أنه الدلفين الأكثر ألفة لدى الصيادين وأكثر الأنواع التي تعلق بشباكهم عن طريق الخطأ. تظهر قبالة الشواطئ الشامية في بعض الأحيان النادرة جيفًا طافيةً لحيتان العنبر وحيتان مزعنفة، ويقول الخبراء أن هذه قد تكون مجرد جيف لحيوانات نفقت بعيدًا وحملها الموج شرقًا، وليس هناك ما يؤكد عيشها قبالة الشواطئ الشاميّة، على الرغم من أنها شوهدت أحيانًا على مقربة من الشواطئ اليونانية. من الحيتانيات الباقية التي يُزعم عيشها في بحر الروم والبحر الأحمر: الحوت السفّاح، والحوت السفّاح المزيف، وحوت بالينڤيل المنقاري. من الثدييات البحرية المميزة في الشام، الخيلاني المعروف باسم الأطوم، وهو حيوان ضخم ينتشر قبالة سواحل البحر الأحمر الإسرائيلية والأردنية، حيث يمضي أغلب وقته يرعى بين الشعاب المرجانية.
| الاسم الشائع               | النوع/السُلالة         | الاسم المحلّي    | الفصيلة              | الوضع المحلي | حالة الانحفاظ العالميَّة |
| -------------------------- | --------------------- | --------------- | -------------------- | --- | ---------------------- |
| فقمة البحر المُتوسط الرَّاهبة | Monachus monachus     | الفقمة دب البحر | الفقميَّات             | نادرة الوُجود على السواحل الشَّاميَّة، تُفضِّلُ الشواطئ الصخريَّة الشماليَّة حيثُ تكثرُ المغاور والكُهوف التي تلجأ إليها للنوم والولادة. من أبرز المناطق التي شوهدت فيها هي محميَّة جُزر النخيل في لُبنان | [ 146 ]                |
| الأُطوم                     | Dugong dugon          | عروس البحر      | الخيلانيَّات           | يُمكنُ رؤية هذه الحيوانات على سواحل البحر الأحمر المرجانيَّة في إسرائيل والأردن | 7 [ 147 ]              |
| الحوتُ المُزعنف              | Balaenoptera physalus | -               | الحيتانيَّات الهراكليَّة | نادر العُبور | 5 [ 148 ]              |
| الدُلفين ضيِّق الخطم          | Steno bredanensis     | الدَلفين الدرفيل | الدلافين المُحيطيَّة    | - | 5 [ 149 ]              |
| الدُلفين المألوف            | Delphinus delphis     | الدَلفين الدرفيل | الدلافين المُحيطيَّة    | - | 5 [ 150 ]              |
| دُلفين رِسّو                  | Grampus griseus       | الدَلفين الدرفيل | الدلافين المُحيطيَّة    | - | 5 [ 151 ]              |